# Between Us
Between Us var ett svenskt hardcoreband från Stockholm, bildat sent 1990-tal. Gruppen släppte två singlar på olika bolag innan de kontrakterades av Burning Heart Records 2003. Året efter utkom gruppens debut-EP Regrets and Apologies.

## Medlemmar
- Peter Sehlin
- Robert Karlsson
- Filip Svensson
- Andreas Bjurman
- Marcus Bengtsson
- Pär Fridholm

## Diskografi

### EP
- 2004 - Regrets and Apologies

### Singlar
- 2000 - Stockholm (No Comply Records)
- 2002 - Between Us (Bridge of Compassion Records)

### Samlingar
- 2004 - Regrets and Apologies (Alliance Traxx Records)

### Fotnoter
1. ↑  ”Between Us”. Burning Heart Records. http://www.burningheart.com/bands/index.php?id=170&bio=1. Läst 30 december 2011.